# Mouvement laïque québécois c. Saguenay (Ville)
Mouvement laïque québécois c. Saguenay (Ville) est un arrêt important de la Cour suprême du Canada en matière de séparation de l'Église et de l'État, rendu le 15 avril 2015. 

## Les faits
Après avoir tenté de se faire entendre lors de plusieurs séances du conseil municipal de Saguenay, Christian Joncas et Alain Simoneau, membres du Regroupement des citoyens de Saguenay, déposent une plainte à la Commission des droits de la personne et des droits de la jeunesse (CDPDJ) contre le maire Jean Tremblay, reprochant au maire de réciter une prière catholique au début de chaque séance du conseil de ville. Adaptée d'une tradition de l'ancienne ville de Chicoutimi, la prière municipale se lit ainsi :  

« Dieu tout puissant, nous te remercions des nombreuses grâces que Tu as accordées à Saguenay et à ses citoyens, dont la liberté, les possibilités d’épanouissement et la paix. Guide-nous dans nos délibérations à titre de membre du conseil municipal et aide-nous à bien prendre conscience de nos devoirs et nos responsabilités. Accorde-nous la sagesse, les connaissances et la compréhension qui permettront de préserver les avantages dont jouit notre ville afin que tous puissent en profiter et que nous puissions prendre de sages décisions. Amen »

— Prière du conseil municipal de Saguenay, La prière
Le conseil municipal décide de maintenir la récitation de la prière. En octobre 2006 et à la suite d’une enquête effectuée par la Commission des droits de la personne, une séance de médiation est organisée entre les parties afin de trouver un arrangement satisfaisant. À la suite de cette médiation, Christian Joncas retire sa plainte puis en dépose une nouvelle en février 2007 lorsqu'il constate que le maire ne respecte pas les jugements précédents concernant la prière municipale. 

## Historique judiciaire antérieur
Le 20 septembre 2007, Jean Tremblay présente, au nom de Ville Saguenay, un mémoire intitulé Mémoire sur les accommodements raisonnables à la Commission Bouchard-Taylor lors du passage de cette dernière à Saguenay. Il y défend la place de la religion catholique dans l'espace public québécois. Le mémoire suscite diverses réactions,.
Le 15 mai 2008, la CDPDJ déclare que la récitation d'une prière au conseil municipal de Saguenay porte atteinte aux libertés de conscience et de religion. Refusant de se conformer à la décision de la commission, le maire, appuyé du conseil municipal, maintient la pratique. 
En août 2008, toujours appuyé par le Mouvement laïque québécois, Simoneau déclare qu'il poursuit Ville Saguenay et Jean Tremblay, réclamant 100 000 $ en dommages et intérêts et frais extra-judiciaires pour abus de droits et atteinte à la liberté de religion et de conscience. Simoneau demande l'arrêt de la récitation de la prière municipale et exige le retrait d’une statuette du Sacré-Cœur située dans un coin en surplomb de la salle des délibérations de l'arrondissement Chicoutimi, ainsi que d'un crucifix installé sur un mur dans la salle du conseil de l’arrondissement de La Baie. Le 27 novembre 2008, un avis de poursuite de Jean Tremblay et Ville Saguenay est envoyé au procureur général du Québec. 
En février 2011, le Tribunal des droits de la personne du Québec ordonne à Jean Tremblay et à ville Saguenay de cesser la récitation de la prière au conseil municipal, de retirer les symboles religieux de la salle du conseil et de verser 30 000 $ à titre de dommages punitifs et moraux à Alain Simoneau. Le maire manifeste son intention de faire appel, utilise les services de la municipalité  pour lancer une campagne de financement, qui recueille au début environ 60 000 $ et affirme être prêt à se rendre jusqu'à la Cour suprême du Canada s'il le faut,. 

« [...] ce combat-là, je le fais parce que j'adore le Christ. Quand je vais arriver de l'autre bord, je vais pouvoir être un peu orgueilleux. Je vais lui dire: « Je me suis battu pour vous; je suis même allé en procès pour vous. » »

— Jean Tremblay, La Voix de l'Est
Le dossier prend une ampleur nationale et vaut au maire une forte couverture médiatique. Il accorde des entrevues au Canada anglais, aux États-Unis et en Europe auprès de divers organismes de presse tels CBC News, Agence France-Presse, La Croix et Sun Média,.
À la fin mars, la Cour d'appel du Québec autorise le maire et Ville Saguenay à faire appel de la décision. 
Le 12 juillet 2011, La Presse canadienne affirme que la campagne de financement du maire a recueilli 181 000 $, comparativement à la levée de fonds lancée par le MLQ, ayant recueilli seulement 25 000 $.
L'audience se tiendra lundi le 26 novembre 2012 à Québec devant la juge France Thibault.
Le 27 mai 2013, la Cour d'appel du Québec donne raison au maire Jean Tremblay concernant la récitation d'une prière avant les réunions du conseil de ville et la présence d'un crucifix et une statuette du Sacré-Cœur. À la suite du jugement de la Cour d'appel, Jean Tremblay s'est dit satisfait de la décision rendue. Le 23 août 2013, le Mouvement laïque québécois décide de porter la décision devant la Cour suprême. Le 16 janvier 2014, la Cour suprême du Canada fait savoir quelle entendra la cause portée en appel concernant la récitation de la prière au conseil de ville de Saguenay. À la suite de la décision de la Cour suprême, le maire Jean Tremblay entreprend une campagne publique de levée de fonds afin de défrayer les coûts reliés à la défense de cette cause devant le plus haut tribunal du pays. En février 2014, le maire Jean Tremblay annonce la création de la « Fiducie de la prière » afin d'amasser les fonds nécessaires pour la cause qui sera entendue en Cour suprême du Canada.
Le 7 mai 2014, le maire Jean Tremblay réagissait positivement au jugement rendu par la Cour suprême des États-Unis confirmant le droit de réciter une prière au conseil de la ville de Greece dans l'État de New York.

## Décision de la Cour suprême
Le 2 juillet 2014, Saguenay déposait son mémoire à la Cour suprême du Canada dans la cause de la récitation de la prière au conseil de ville. La Cour suprême entendra les parties le 14 octobre 2014.
Le 14 octobre 2014, la Cour suprême entendait les arguments des parties et prenait en délibéré la cause qui aura une incidence importante sur les institutions politiques canadiennes.
Le 15 avril 2015 la Cour suprême du Canada rend son jugement au sujet de la récitation de la prière avant le conseil de ville et la présence de symboles religieux. Dans un jugement unanime, la Cour suprême oblige la ville de Saguenay à mettre fin à la prière lors de la séance du conseil. Le 16 avril lors d'une conférence de presse le maire Jean Tremblay déclare qu'il va respecter le jugement rendu par la Cour suprême du Canada lui interdisant la récitation d'une prière au début des réunions du conseil de ville.

## Réactions à la décision
Le 8 juin 2015, l'Institut Angus Reid publie les résultats d'une enquête réalisée auprès de 1500 canadiens sur leur opinion concernant la décision de la Cour suprême du Canada interdisant la prière au conseil de ville de Saguenay. Au total, 56 % de canadiens sont en accord avec la décision rendue contre 44 % qui sont en désaccord. D'autre part, 52 % des personnes sondées sont favorables à une prière n'ayant aucune référence à un Dieu spécifique. Au Québec, 63 % des Canadiens sont favorables à la décision du plus haut tribunal au pays[réf. nécessaire].